# موانئ دبي العالمية
دي بي ورلد (بالإنجليزية: DP World)، المعروفة سابقاً كـ موانئ دبي العالمية، هي شركة متفرّعة عن شركة دبي العالميَّة " الذراع الاستثماريَّة الدوليَّة لحكومة دبي إحدى إمارات دولة الإمارات العربية المتحدة وثاني أثري إماراتها بعدَ أبو ظبي.
و تُعتبر موانئ دبي العالميَّة واحدة من أكبر مشغّلي الموانئ في العالم.
تأسَّست رسميًا في العام 1999 م. وهي متخصصة في مجال المُواصلات البحرية والبرية والجوية والخدمات اللوجستيَّة المتعلّقة بهذه القطاعات، ويعمَل بها 97000 موظف حول العالم.
في مارس 2006 استحوذت على شركة بي & أو البريطانيَّة وَالتي كانت وقتها رابع أكبر شركة لإدارة الموانئ حول العالم بصفقة بلغت حوالي 7 مليارات دولار، وتُعتبر بي & أو البريطانيَّة من أشهر الأسماء في عالمِ الأعمال في بريطانيا، وقد وعدت موانئ دبي بالإبقاء على مركز الشركة الرئيسيّ في لندن.

## التاريخ

### التاريخ المبكر
تأسَّست موانئ دبي العالميَّة (DPI) في عام 1999،  وكان أول مشروع لها في جدة في المملكة العربية السعودية، بالتعاونِ معَ شريكها المحليّ في الإدارة والتشغيل محطّة الحاويات الجنوبيَّة (SCT)، ثمَّ انتقلت إدارة شؤون الإعلام لتطوير العمليَّات في موانئ جيبوتي في عام 2000، وفيساخاباتنام بالهند في عام 2002، وكونستانتا رومانيا في عام 2003. وفي يناير 2005 أستحوذت على سي إس إكس العالميَّة (بالإنجليزية: CSX World Terminals) (CSX WT).‏ وفي وقتٍ لاحقٍ في سبتمبر 2005 أندمجت موانئ دبي العالميَّة رسميًا معَ سلطة موانئ دبي لتشكيل موانئ دبي العالمية. واستمر التوسع السريع عن طريق الاستحواذ في مارس 2006 عندما شرت موانئ دبي العالميَّة رابع أكبر مشغل للموانئ في العالم، بي & أو مقابل 3.9 مليار جنيه إسترليني.

### 2006: الجدل حول أمن الموانئ الأمريكيَّة
كانَ ينظر إلى ملكية مختلفِ الموانئ الأمريكيَّة لموانئ دبي العالم (الذي تمَّ الحصول عليهِ كجزء من صفقة P&O) على أنَّه مثير للجدل من قبل الكثيرين في الولايات المتحدة، على الرغم من أنَّه كانَ مدعومًا من قبل رئيس الولايات المتَّحدة جورج دبليو بوش.
تعمل موانئ P&O الرئيسيَّة في الولايات المتَّحدة في نيويورك ونيوجيرسي وفيلادلفيا وبالتيمور ونيو أورلينز وميامي. وقبل إبرام الصفقة تمت مراجعة الترتيب من قبل لجنة الاستثمار الأجنبي في الولايات المتَّحدة برئاسة وزارة الخزانة الأمريكية والخارجية والتجارة والأمن الداخلي. ومُنحت الضوء الأخضر ولكنَّ بعدَ فترة وجيزة أعرب كلّ من أعضاء الكونغرس الديمقراطيين والجمهوريين عن قلقهم بشأن التأثير السلبي المحتمل للصفقة على أمن الموانئ.
في 22 فبراير 2006 هدد الرئيس جورج دبليو بوش بِاستخدام حق النقض ضدأي قانون يقره الكونجرس لعرقلة الصفقة، وَالتي ستكون المرة الأولى في رئاسته التي يمارس فيها هذا الامتياز. وزعم بوش في بيان للصحفيين أنَ «هذا سيرسل إشارة مروعة للأصدقاء والحلفاء بعدم السماح لهذه الصفقة بالمرور». في 23 فبراير 2006 أعلنت موانئ دبي تطوع العالم تأجيل استلامها العمليَّات المهمة في الموانئ البحرية الأمريكيَّة وقال أنَّه سينقل عملياته في في الموانئ الأمريكيَّة إلى «الولايات المتحدة» في 9 مارس 2006.
أجرى مجلس النواب الأمريكي تصويتًا في 16 مارس 2006 على «تشريع يمنع صفقة موانئ دبي» حيثُ صوت الأغلبيَّة 348 عضوًا لإلغاء الصفقة، وصوت 71 ضدَّ إلغائها. وفي وقتٍ لاحقٍ باعت موانئ دبي العالميَّة عمليات P&O الأمريكيَّة لقسم إدارة الأصول في المجموعة العالمية الأمريكية مقابل مبلغ لم يكشف عنه.
في أغسطس 2006 وقَّعت موانئ دبي معَ هيئة ميناء قاسم للاستثمار في محطّة حاويات جديدة في ميناء محمد قاسم بالقرب من كراتشي وأعلنت أنَّها تجري مباحثات معَ الحكومة الباكستانية حول تطوير محطّة حاويات في جوادر في بلوشستان. وكانت موانئ دبي العالميَّة هي المفضلة للفوز بامتياز جوادر، لكنّها انسحبت من العطاء. تمَّ منح ميناء جوادر لاحقًا إلى PSA (هيئة ميناء سنغافورة) وافتتح في مارس 2007.

### 2007-2010: إدراج بورصة ناسداك دبي
في يونيو 2007 جمعت الشركة 3.25 دولار مليار دولار في مبيعات السندات الإسلاميَّة والتقليدية لإعادة تمويل الديون القائمة وتوسيع التمويل،  وأصدرت 3.818 مليار سهم تمثل 20٪ من الشركة على «بورصة ناسداك دبي» في نوفمبر تشرين الثاني عام 2007 وكانت أكبر شركة في الشرق الأوسط في الطرح العام الأولي (IPO) بمبلغ وقدره 4.96 مليار دولار.
بحلول عام 2008 كانت الشركة قد سلمت 46.8 مليون حاوية نمطية في جميع أنحاءِ العالم، بزيادة 8٪ عن العام السابق 2007، معَ مشاريع توسع وتنمية في الهند والصين والشرق الأوسط وأماكن أخرى. وكان من المتوقع أنَ ترتفع السعة إلى حوالي 95 مليون حاوية نمطية على مدى السنوات العشر القادمة.
في ديسمبر 2009 خفضت موديز تصنيف موانئ دبي بسببِ الوضع الماليّ العالميّ غير المرغوب فيهِ بعدَ توقف ديون دبي 2009.

### 2010 إلى الوقت الحاضر
في الربع الثاني من عام 2010 أعطت موانئ دبي العالميَّة الضوء الأخضر لبناء بوَّابة لندن بتكلفة 1.5 مليار جنيه إسترليني،  وقد بدأَ العمل في فبراير 2010  ومن المقرر افتتاحِ الميناء في الربع الأخير من عام 2013، وبحلول أبريل 2011 رفعت وكالة موديز الوضع الماليّ لموانئ دبي العالميَّة إلى "درجة استثمارية". أغسطس 2023 اتفقت مجموعة موانئ دبي العالمية (دي بي ورلد) الإماراتية، ومجموعة إيفياب التركية، على تأسيس شراكة استراتيجية في أسهم الملكية بين "ميناء دي بي ورلد ياريمجا" وميناء إيفياب.وبعد إتمام الصفقة، ستمتلك مجموعة موانئ دبي العالمية 58 بالمئة من ميناء إيفياب، وستمتلك مجموعة إيفياب 42 بالمئة من "ميناء دي بي ورلد ياريمجا"، وستحمل الشركة الجديدة اسم "دي بي ورلد إيفياب". نوفمبر 2023 دخلت شركة "موانئ دبي العالمية" في محادثات للاستحواذ على "كارغو سيرفسز فار إيست" (Cargo Services Far East)، مع جون لاو مالك الشركة وقطب الأعمال الشهير في هونغ كونغ، إذ تسعى مشغلة ميناء دبي إلى توسيع وجودها في آسيا.
نفذت موانئ دبي العالميَّة سلسلة من عمليات التخلص من الأصول، منذُ ديسمبر 2010 حيثُ خرجت من الأسواق حيثُ لا يوجد لها حضور كبير وتسعى لإعادة توزيع الأموال في الأسواق سريعة النمو.
في 14 أكتوبر 2024، أعلنت موانئ دبي العالمية عن خطة توسعة بقيمة مليار جنيه إسترليني لميناء لندن جيتواي في قمة الاستثمار في لندن، على الرغم من انتقادات وزراء المملكة المتحدة. كان الاستثمار قيد المراجعة سابقًا، بعد أن وصفت لويز هايغ شركة موانئ دبي العالمية التابعة، بي آند أو فيريز، بأنها "مشغل مارق" لطرد 800 بحار في مارس 2022. كما حثت المستهلكين على مقاطعة الشركة. وقد هددت موانئ دبي العالمية بالانسحاب من قمة الاستثمار بسبب تعليقات هايغ. ومع ذلك، أكد سلطان أحمد بن سليم لاحقًا حضوره القمة والمضي قدمًا في الاستثمار كما هو مخطط له. في 27 أكتوبر، أدان أوليكساندر ميريزكو من أوكرانيا تعاون موانئ دبي العالمية مع موسكو، مشيرًا إلى تورط روسيا في حرب أوكرانيا. وحث وزراء المملكة المتحدة على قطع العلاقات مع الشركة بسبب صفقاتها التجارية المثيرة للجدل مع روساتوم.

## موقع عمليات موانئ دبي العالميَّة
محطات الحاويات

 محطات غير حاويات

تمتلك موانئ دبي العالميَّة 78 محطّة بحرية وداخلية عاملة تدعمها أكثر من 50 شركة ذات صلة في 40 دولة عبر ست قارات.

### قائمة
تسرد القائمة أدناه المحطات الحاليَّة والتطوُّرات الجديدة التي تديرها موانئ دبي العالمية.
- الإمارات العربية المتحدة
  - ميناء الحمرية (دبي)
  - ميناء راشد (دبي)
  - ميناء جبل علي (دبي)
  - ميناء الفجيرة (الفجيرة)
- الأرجنتين
  - ميناء بوينس آيرس (بوينس آيرس)
- البرازيل
  - ميناء سانتوس (سانتوس، ساو باولو)
- الجزائر
  - ميناء الجزائر (الجزائر)
  - ميناء جن جن العالمي (جيجل)
- السعودية
  - ميناء جدة الإسلامي (جدة)
- السنغال
  - ميناء داكار المستقل [الإنجليزية]
 (داكار)
- صوماليلاند
  - ميناء بربرة (بربرة)
- الصين
  - ميناء تشينغداو (تشينغداو)
  - ميناء تيانجين (تيانجين)
  - ميناء يانتاى [الإنجليزية]
 (يانتاى)
  - ميناء باتانجاس الدولي [الإنجليزية]
 (مدينة باتانجاس)
  - ميناء مانيلا [الإنجليزية]
 (مانيلا)
- المملكة المتحدة
  - بوابة لندن [الإنجليزية]
 (ستانفورد لو هوب [الإنجليزية]
)
  - ميناء ساوثهامبتون [الإنجليزية]
 (ساوثهامبتون)
- الهند
  - ميناء تشيناي (تشيناي)
  - محطة شحن الحاويات الدولية، كوتشي [الإنجليزية]
 (كوتشي)
  - موانئ دبي العالمية كولبي [الإنجليزية]
 (كولبي)
  - ميناء موندرا (موندرا [الإنجليزية]
)
  - ميناء جواهر لال نهرو (نهافا شيفا)
  - ميناء فيساخاباتنام [الإنجليزية]
 (فيساخاباتنام)
- إسبانيا
  - ميناء طركونة (طركونة)
- إندونيسيا
  - مرفأ جاكارتا (سورابايا)
- أستراليا
  - ميناء بريسبان [الإنجليزية]
 (بريزبان)
  - ميناء فريمانتل [الإنجليزية]
 (فريمانتل)
  - ميناء ملبورن (ملبورن)
  - هيئة ميناء نيو ساوث ويلز [الإنجليزية]
 (سيدني)
- ألمانيا
  - ميناء غيرمرسهايم (غيرمرسهايم)
- باكستان
  - ميناء قاسم (كراتشي)
- بلجيكا
  - ميناء أنتويرب (أنتويرب)
- بيرو
  - DP World Callao (كاياو)
- تايلاند
  - ميناء لايم شابانج [الإنجليزية]
 (ليم شابانج [الإنجليزية]
)
- تركيا
  - ميناء Yarimca (كورفيز، كوجالي)
- جمهورية الدومينيكان
  - ميناء Caucedo (بونتا كاسيدو)
- جنوب أفريقيا
  - ميناء كيب تاون [الإنجليزية]
 (كيب تاون)
  - ميناء ديربان (ديربان)
  - موانئ دبي العالمية لخدمات الشحن - (بورت إليزابيث)
  - موانئ دبي العالمية لخدمات الشحن – (ريتشاردز باي [الإنجليزية]
)
- جيبوتي
  - ميناء جيبوتي (جيبوتي)
  - ميناء دوراليه (دوراليه)
- رومانيا
  - ميناء كونستانتا (كونستانتسا)
- سورينام
  - ميناء باراماريبو (باراماريبو)
- فرنسا
  - ميناء مرسيليا فوس [الإنجليزية]
 (فوس سور مير [الإنجليزية]
)
  - ميناء لوهافر (لو هافر)
- فيتنام
  - ميناء سايجون (مدينة هو تشي منه)
- كندا
  - هيئة ميناء فانكوفر فريزر [الإنجليزية]
 (فانكوفر)
  - هيئة ميناء نانايمو [الإنجليزية]
 (نانيامو إي)
  - هيئة ميناء الأمير روبرت [الإنجليزية]
 (برينس روبيرت)
- كوريا الجنوبية
  - ميناء بوسان (بوسان)
- مصر
  - ميناء السخنة (العين السخنة)
- موزمبيق
  - ميناء مابوتو (مابوتو)
- هولندا
  - ميناء روتردام (روتردام)
- هونغ كونغ
  - ميناء هونج كونج (هونغ كونغ)

## شؤون الشركة

### أمن سلسلة التوريد
أُعتمدت موانئ دبي العالميَّة شريك في مبادرة الشراكة بين الجمارك والتجارة ضدَّ الإرهاب (C-TPAT) من قبل هيئة الجمارك وحماية الحدود بالولايات المتحدة، وهو مشغل الموانئ الدوليّ الوحيد الذي حصل على هذا الاعتراف. وتُعتمد هذه الشهادة بشكلٍ أساسي على التزام موانئ دبي العالميَّة بمعايير الأمان الدوليَّة ISO 28000 المدققة بشكلٍ مستقل. وهي أول مشغل محطَّات بحرية عالمي يحقق شهادة ISO 28000 لسلسلة التوريد ويضع المعيار لجميع محطاتها.

### مكافحة القرصنة
عقدت موانئ دبي مؤتمر رفيع المستوى بين القطاعين العام والخاص لمكافحة القرصنة في دبي في يونيو 2012 بالشراكة معَ وزارة الخارجيَّة الإماراتية،  وذكرت صحيفة واشنطن بوست أنَ «الدبلوماسيين ورجال الأعمال... يضغطون من أجل شراكات أقوى بين القطاعين العام والخاص في مكافحة القرصنة قبالة سواحل الصومال».
كانَ مؤتمر أبريل 2011 هو المرة الأولى التي تساهم فيها الشركات وليس الحُكومات بالدعم الماليّ لصندوق الأمم المتَّحدة الاستئماني لمكافحة القرصنة. وقد حضر المؤتمر الافتتاحيّ أكثر من 65 حكومة وممثلي المنظَّمات الدولية، بما في ذلك الأمم المتحدة  وأكثر من 120 من قادة الشركات ذات الصلة بالصناعة البحرية.

### عمليات بربرة

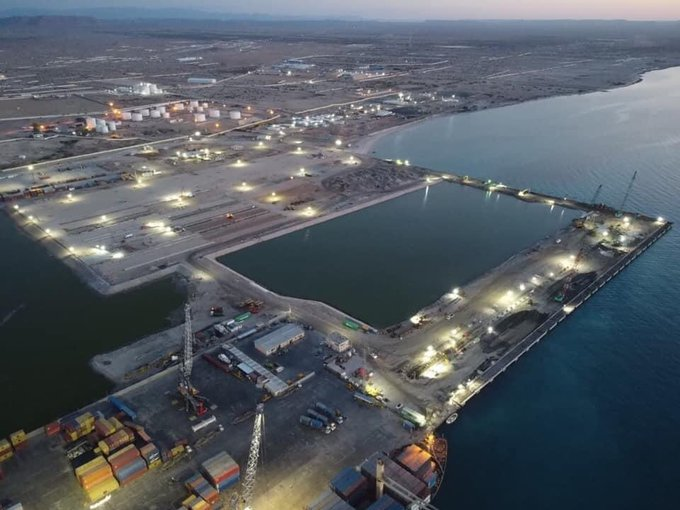
ميناء الحاويات الجديد لموانئ دبي العالمية بربرة.

تمَّ التوصل إلى اتفاقية بقيمة 442 مليون دولار أمريكيّ في عام 2016 بين موانئ دبي العالميَّة وحكومة أرض الصومال،  تتضمن تعزيز وتشغيل مركز التجارة واللوجستيات الإقليمي في ميناء بربرة. وسيشمل المشروع الذي سيتم تنفيذه على مراحل أيضًا إنشاء منطقة حرة.
أصبحت إثيوبيا مساهمًا رئيسيًا في 1 مارس 2018 بعدَ اتفاقية معَ موانئ دبي العالميَّة وهيئة موانئ أرض الصومال، حيثُ تمتلك موانئ دبي العالميَّة 51٪ من المشروع، وأرض الصومال 30٪ وإثيوبيا 19٪، وستستثمر حكومة إثيوبيا كجزء من الاتفاقيَّة في البنية التحتية لتطوير ممر بربرة كبوابة تجاريَّة للدولة الداخلية، التي تُعدّ واحدة من أسرع الدول نموًا في العالم، ويُوجد خطط لبناء رصيف إضافي في ميناء بربرة، تماشياً معَ خطة بربرة الرئيسية، التي بدأت موانئ دبي العالميَّة في تنفيذها، معَ إضافة معدات جديدة لزيادة كفاءة وإنتاجية الميناء.
تأتي الاتفاقيَّة كجزء من مذكرة تفاهم أكبر بين حكومة دولة الإمارات العربية المتحدة وحكومة أرض الصومال لتعزيز العلاقات الإستراتيجيَّة بينهما. وقد أحبطت محاولات الصومال لعرقلة وعرقلة الصفقة وفشلت في وقف المشروع من البدء.

## الرعاية الرياضيةِ
ترعى موانئ دبي العالميَّة بطولة موانئ دبي العالمية، وَالتي أُعِيدَ تسميتها حديثاً وتُقام في ملاعب الجميره للغولف. وفي النسخ الثلاث الأولى من البُطولة التي كانت تُعرف سابقًا باسمِ «بطولة دبي العالمية»، كانت موانئ دبي العالميَّة الراعي التقديمي ويدعم أيضاً بطولة هونغ كونغ المفتوحة، والحدث قبل الأخير في الجولة الأوروبية (The Race to Dubai) وبطولة BMW PGA.
وقَّعت موانئ دبي العالميَّة وفريق رينو F1 اتفاقية لجعل موانئ دبي العالميَّة الشريك اللوجستي العالميّ للفريق، المشارك في موسم بطولة العالم لسباقات فورمولا 1 موسم 2020 والذّي سيصبح فريق رينو موانئ دبي العالميَّة للفورمولا 1 اعتبارًا من موسم 2020.
موانئ دبي العالميَّة هي الشريك اللوجستي العالميّ لفريق Royal Challengers Bangalore في موسم 2020 من الدوري الهندي الممتاز.

## الجوائز
- فازت مجموعة موانئ دبي العالمية بجائزتين في حفل توزيع جوائز مؤسسة "سيل" لاستدامة الأعمال لعام 2024، والتي تكرّم الشركات في مجالات الاستدامة والإنجاز البيئي والقيادة، وتركّز على الابتكار والالتزام بالممارسات المستدامة.[39]

- حصلت مجموعة موانئ دبي العالميةعلى ثلاث جوائز مرموقة في حفل توزيع جوائز الخدمات اللوجستية والنقل 2023، وجاءت الجوائز كالتالي:

أفضل مشغّل للمحطات البحرية للعام وقد حصل عليها ميناء جبل علي وجائزة أفضل وكيل للشحن الدولي للعام وجائزة مزوّد الحلول التقنية في مجال الخدمات اللوجستية وسلسلة التوريد
- حصلت مجموعة موانئ دبي العالمية على الجائزة الذهبية في فئة برنامج الاستدامة البيئية، وذلك خلال حفل توزيع جوائز الاستدامة الخليجية 2023، تقديراً لجهودها في تمكين التحوّل المستدام من خلال برنامجها الخاص بالطاقة الشمسية. [41]

- حصدت موانئ دبي العالمية - إقليم الإمارات، جائزة "مشغل الموانئ الأفضل للعام"لعام2020، في حفل جوائز "لويدز لست" لجنوب آسيا والشرق الأوسط وأفريقيا.[42]

## روابط خارجية
- DP World – Global
- BBC story on takeover of P&O
- Republican Congresswoman Sue Myrick's letter to President Bush regarding the DP World ports purchase
- SourceWatch article on DP World

## طالع أيضًا
- اقتصاد دبي
- قائمة شركات الإمارات العربية المتحدة
- دبي العالمية

## وصلات خارجية
- موقع الشركة الرسمي